# 古代王者 恐龍王
《古代王者 恐龍王》（古代王者 恐竜キング Dキッズ・アドベンチャー）是日本世嘉株式會社所開發的遊戲，並且依此為改編電視動畫與漫畫。
日語版本遊戲機台共有24紀
第1紀、第2紀、第3紀、2006年雨季限定、第4紀、第5紀、2006年冬季限定、第6紀、2007年第1紀、2007年第1紀+、2007年第2紀、2007年第3紀、2007年第4紀、2007年第4紀+、激鬥第1紀、激鬥第2紀、激鬥第2紀+、激鬥第3紀、覺新第1紀、覺新第2紀、覺新第3紀、覺新第4紀、覺新第5紀、覺新第6紀，「覺新第6紀」為日版機台最後一紀。
國語版本遊戲機台共有10紀
第1紀、第2紀、第3紀(對應日版2006年冬季限定)、第4紀(對應日版第5紀，卡面為台灣自創)、2008年限定(對應日版2006年雨季限定)、新第1紀、新第2紀、新第3紀、新第4紀、新第5紀，「新第5紀」為台版機台最後一紀，且為台灣自創版本。

## 登場角色

### 第一季

#### D-KIDS
- 馬克斯・泰勒（古代リュウタ，Max Taylor）（配音員：松元惠（日本）；雷碧文（台灣）；林丹鳳（香港））

12歲的少年。父親是考古學家。很喜歡恐龍，在學校放假的時候一定會跑到父親的工作場所去。非常地頑皮，對於未知物體的興趣可說是遺傳自他的父親。與其說他在幫父親的忙，倒不如說老是他在主導著化石的挖掘工作，不過由於他橫衝直撞的個性，有時反倒會冒失地把化石給弄壞掉。
- 雷克斯・歐彥（レックス・オーエン，Rex Owen）（配音員：水口まつり（日本）；龍顯蕙（台灣）；袁淑珍（香港））

馬克斯的好友。相對於馬克斯總是太過情緒化而橫衝直撞，他的個性非常冷靜，讓人無法相信他只有12歲。與馬克斯之間的共同點是他們都非常喜歡恐龍。對於恐龍的知識，以雷克斯略勝一籌。由馬克斯主動去發現化石，然後由雷克斯進行分析，兩人是合作無間的好搭檔。
於最終話結尾告別了馬克斯及索依等人，與父母親及亞法黨眾人一同回到了未來。
- 龍野索依（竜野マルム，Zoe Drake）（配音員：小橋知子（日本）；傅其慧（台灣）；梁少霞（香港））

莉絲的妹妹。開朗活潑的女孩。能夠很明確地說出自己的意見，而好強的個性讓她說出一些像大人般的話語。對於化石與恐龍的知識並不輸給雷克斯。由於個性像大姐頭，常常會把同年級的馬克斯當小朋友看，但其實是很關心他們兩人的。雖然遲了馬克斯一步，她後來也被發掘出來的石版選上，加入與亞法黨戰鬥的行列。

#### D研究室
- 泰勒博士（古代剣竜，Dr. Spike Taylor）（配音員：內田直哉（日本）；康殿宏（台灣）；招世亮（香港））

馬克斯的父親，熱衷於研究恐龍。個性十分粗線條。
曾為馬克斯等人開發了「迪諾召喚器」。
- 莉絲（Dr. Reese Drake）（配音員：小宮山繪理（日本）；傅其慧（台灣）；林芷筠（香港））

索依的姐姐。目前為女大學生，但同時已經取得了博士，是個天才科學家。
是個除了讀書以外什麼都不會的典型優等生。
她是D-LABO的研究所成員，和泰勒博士一同進行著古生物等的研究。
從來不懂得要打扮自己，到哪去都是穿著白色實驗衣。
雖然平常個性非常地文靜，但為了研究的成果，到了發掘現場則會將自己弄得滿身泥土，可見她求知心非常旺盛。
為了要阻止亞法黨的企圖，她開發了許多的道具給馬克斯，盡全力協助馬克斯一行人。
- 歐彥博士（オーエン博士，Dr. Owen）（配音員：白熊寬嗣（日本）；孫德成（台灣）；盧國權（香港））

雷克斯的父親，曾在美國進行恐龍化石相關研究；是個好色之徒。喜歡幽絲拉。
- 亞紀（Aki Taylor）（配音員：納千秋（日本）；姚敏敏（台灣）；蔡惠萍（香港））

馬克斯的母親，個性十分溫和慈祥。
常為馬克斯等人擁有的三隻恐龍準備飼料。

#### 龍野家
- 龍野中生（竜野中生，Mr. Drake）（配音員：鹽屋浩三（日本）；孫德成(台灣)；梁志達（香港））

索伊和莉絲的父親，是位獸醫，在戰國時代被人誤以為是德川家康。
- 龍野安茉（竜野アンモ，Mrs. Drake）（配音員：淵崎有里子（日本）；龍顯蕙（台灣））

索伊和莉絲的母親。

#### 恐龍
- 咬咬龍（ガブ，Chomp）（配音員：谷井明日香（日本））

馬克斯的恐龍，看到東西總要咬來咬去。種類是三角龍，屬性是雷。
解放語:烈火轟雷，三角龍
技能:蓄電雷擊
- 王牌龍（エース，Ace）（配音員：田村聖子（日本））

雷克斯的恐龍，速度非常快。種類是牛龍，屬性是風。
解放語:颶風形成，牛龍
技能:無敵疾風
- 啪拉啪拉龍（パラパラ，Paris）（配音員：淵崎有里子（日本））

索依的恐龍，頭上的頭冠可以發出聲音。種類是副櫛龍，屬性是草。
解放語:萌發新芽，副櫛龍
技能:深綠恩惠

#### 補充配角
- 恩加洛（ウンガロ，Ungaro）（配音員：青山穰（日本）；孫德成（台灣））
- 美亞莉（メアリー，Mary）（配音員：小島幸子（日本）；姚敏敏（台灣））

#### 亞法黨
亞法黨（Alpha Gang）
是個由Z博士所率領的邪惡組織，企圖掠奪所有的恐龍卡片以稱霸全世界。該組織有先進的裝備與武器，並且座落在自走式浮島要塞「亞法島」上。
於第二季翼龍傳說因宇宙海盜「山傑克」的威脅，並且與D-Kids的利害關係一致，攜手對抗由外太空入侵的宇宙海盜「山傑克」。
於最終話結尾與安協德博士等人一同回到了未來。
- 幽絲拉（ウサラパ，Ursula）（配音員：渡邊美佐（日本）；姚敏敏（台灣）；黃麗芳（香港））

以成為世界上最受男人歡迎的女人為目的之女性。完全沒有所謂的道德觀念，說穿了就是傻大姐一個。搞錯了亞法黨的最終目的「征服世界」的意義，於是加入亞法黨。無論是在幾公里之外，只要有人說歐巴桑，她一定會馬上大怒，能夠馬上讓別人找到她，卻也破壞了不少原本完善的計畫。
恐龍:暴龍
技能:爆炎壁攻.拋空甩尾
- 贊德（Zander）（配音員：堀内賢雄（日本）；康殿宏（台灣）；葉振聲（香港））

經常聽由幽絲拉的使喚，身材單薄的男子，帶著一副墨鏡，喜歡莉絲。
恐龍:棘龍
技能:激流封印.神龍擺尾
- 愛德（Ed）（配音員：遠藤純一（日本）；孫國卿（台灣）；蕭徽勇（香港））

經常聽由幽絲拉的使喚，身材肥胖的男子。
恐龍:美甲龍
技能:暴力甩擊
- Z博士（Dr.ソーノイダ，Dr. Z）（配音員：後藤哲夫（日本）；孫中台（台灣）；陳永信（香港））

邪惡組織「亞法黨」的首腦，有兩個孫兒羅特與羅拉。
雷克斯的父母為了讓恐龍不滅絕，而造出時光機，帶著等亞法黨的組員回到恐龍生存的時代，將牠們變成卡片；而Z博士另有計畫，他打算開創一個屬於自己的恐龍王國，然後當上恐龍王。
曾開發出亞法黨專屬的「亞法召喚器」，也是技能卡片的開創者，第一期常被D-Kids叫做「白髮魔頭」。
- 塔魯寶女（タルボーンヌ，Helga）（配音員：田村聖子（日本）；傅其慧（台灣）；雷碧娜（香港））

是管理亞法黨家務的女機器人，由Z博士組裝的機器人，身材不怎麼好，具有比一般人還精湛幾百倍的廚藝，第一期的後期被賽斯弄壞，不過後來修理好了。
- 賽斯（Seth）（配音員：津田健次郎（日本）；孫德成（台灣）；何承駿（香港））

當初與雷克斯的父母同行，是一個希望讓恐龍進化的男子，第一季時製造出黑暗暴龍，堪稱是最強的恐龍，不過後來還是被打倒了。
真實身分是奇異太空海盜的間諜。最後為了贖罪而親手制止毀滅。
- 喬納桑（ジョナサン，Jonathan）（配音員：中博史（日本）；孫德成（台灣））

效忠於安協德博士的管家機器人。
- 羅特（Rod）（配音員：淵崎有里子（日本）；傅其慧（台灣））；謝潔貞（香港））

Z博士的孫子，個性調皮且詭計多端，專長為機械；曾數次成功將D-Kids落入亞法黨的圈套並使他們陷入苦戰。
- 羅拉（Laura）（配音員：谷井明日香（前期）、中司優花（後期）（日本）；龍顯蕙（台灣）；何璐怡（香港））

Z博士的孫女，羅特的妹妹；十分愛哭鬧。
- 安協德博士（Dr.エンシェント，Dr. Ancient）（配音員：間宮康弘（日本）；孫中台（台灣））

雷克斯真正的父親，又稱古代博士。
- 艾莉雅（クリテイシヤ博士，Dr. Cretacia）（配音員：齊藤惠理（日本）；姚敏敏（台灣））

雷克斯真正的母親。

### 第二季 翼龍傳說

#### 宇宙海盜山傑克
- 傑克大王（ジャーク，Spectre）（配音員：寶龜克壽（日本））

翼龍傳說登場的敵人。邪惡組織“宇宙海盜山傑克”的首腦，他的目的就是靠七個時空中的七顆宇宙之石企圖想控制所有時空和時間並征服宇宙。而且還喜歡唱歌和他的寵物長頸龍“柏金斯”。而且還喜歡吃自己所做的爛泥蟲和自己所創作的歌跟唱歌。實力可是在他的部下之上，就算是彌禾莎也感到畏懼。
- 彌禾沙（ミハサ，Sheer）（配音員：弓場沙織（日本）高可慧 (香港))

翼龍傳說登場的敵人。宇宙海盜山傑克最強的美女海盜，有時候叫古年克說她最聰明，最兇殘和最強悍；是個外表很漂亮，但做起事來卻是心狠手辣的美女。而且很喜歡睡午覺，如果有人在她睡午覺的時候被吵醒，那樣生起氣來就會更可怕。於第64話在戰國時代與馬克斯等人的戰鬥中曾短暫失憶。實力可是在古年克和綻帕之上。但最害怕傑克大王。
- 古年克（グーネンコ，Gavro）（配音員：間宮康弘（日本））

翼龍傳說登場的敵人。宇宙海盜山傑克的成員，經常聽彌禾莎的使喚，是個樣子很高很壯的男子；平時很呆頭呆腦，但認真起來卻很積極。沒事就會和綻帕鬥嘴，就連戰鬥的時候也一樣喜歡鬥嘴。他的頭還是全宇宙最硬的頭。但最害怕傑克大王，被索依稱作老色鬼。
- 綻帕（Foolscap）（配音員：佐藤節二（日本））

翼龍傳說登場的敵人。宇宙海盜山傑克的成員，經常聽彌禾莎的使喚，是個樣子很矮很瘦的男子；無論是在平時還是在戰鬥的時候，說起話來很囉嗦。沒事就會和古年克鬥嘴，就連戰鬥的時候也一樣喜歡鬥嘴。而且房間還比馬克斯的房間更亂。但是在戰鬥時，對他很不利的情況就會想開溜，還喜歡找藉口。但最害怕傑克大王，被索依稱作超噁的怪老頭。

#### 其他角色
- 蘇菲亞（ソフィア，Sophia）（配音員：澤口千惠（日本）；郭馨雅（台灣）；曾佩儀（香港））

尋找哥哥的少女。
- 吉姆（Jim Smith）（配音員：小林希唯（日本））

尋找寶藏幫助村民的少年，喜歡索依。
- 三藏法師（三蔵法師，Genzo Sansho Hoshi）（配音員：織田圭祐（日本）；康殿宏（台灣））
- 德川家康（徳川家康，Ieyasu Tokugawa）（配音員：鹽屋浩三（日本）；孫德成（台灣））

## 用語

### 宇宙之石
宇宙之石是一種具有強大力量的球狀礦石，恐龍滅絕時跟著殞石一起來到地球，地球為了對抗這股力量而創造出石板會與石板相斥。
能夠增強恐龍的力量，顏色和恐龍的屬性有關。
- 黃色宇宙之石

具有雷電之球的稱呼，是雷屬性的宇宙之石。
- 藍色宇宙之石

水屬性的宇宙之石。
- 紫色宇宙之石

土屬性的宇宙之石。
- 青色宇宙之石

風屬性的宇宙之石。
- 紅色宇宙之石

火屬性的宇宙之石，於第71話曾被暴龍短暫吞下獲得力量。
- 綠色宇宙之石

有蓋亞之碧眼的稱呼，是草屬性的宇宙之石，於第74話曾被啪啦啪啦吞下而獲得力量。
- 黑色宇宙之石

最強大的宇宙之石。

### 迪諾裝甲
是一種利用卡片傳導到恐龍身上的裝甲系統，可以增強恐龍的能力。

### 迪諾捥甲
與迪諾召喚器類似，比較先進，戴在手上。

## 電視動畫

### 製作人員
- 原案：菅野顕二（世嘉）
- 企画：竹崎忠（世嘉）、宮河恭夫（日升動畫）
- 系列構成：平野靖士
- 系列演出：菱田正和
- 角色設計：平岡正幸
- 機械設計：やまだたかひろ
- エフェクト監修：古橋宏
- 美術監督：小山俊久、小川由紀子
- 美術設定：長澤順子
- 色彩設計：戸部弥生
- 撮影監督：末弘孝史
- 編集：坂本久美子
- CG總監：小畑正好
- CG導演：井上喜一郎
- CG製作人、CGコンセプトディレクター：今西隆志
- CG制作：SUNRISE D.I.D
- 音響監督：伊達渉
- 音響効果：横山正和
- 音響制作：東北新社
- 音楽：福島祐子

### 播放電視台
日本
| 日本朝日電視台 星期日 07:00-07:30 | 日本朝日電視台 星期日 07:00-07:30                                                | 日本朝日電視台 星期日 07:00-07:30 |
| --------------------------------- | -------------------------------------------------------------------------------- | --------------------------------- |
|                                   | 古代王者 恐龍王 （2007.02.04～2008.01.27） 古代王者 恐龍王D （2008.02.03～8.31） |                                   |
| 怪俠佐羅利                        | Battle Spirits 少年突破馬神                                                      |                                   |

香港
| 香港翡翠台 星期六及日 17:00-17:30 | 香港翡翠台 星期六及日 17:00-17:30 | 香港翡翠台 星期六及日 17:00-17:30 |
| --------------------------------- | --------------------------------- | --------------------------------- |
|                                   | 恐龍王 （2010.01.17～10.31）      |                                   |
| Yes!光之美少女                    | Yes! 光之美少女 Go Go!            |                                   |
| 星期一至六 06:00-06:25            |                                   |                                   |
| 公私三文治 （清晨劇集時段）       | 恐龍王 重播 （2013.03.10～05.18） | 網絡小精靈                        |

## 部份疑點及不合理處
宇宙之石來到地球是因為殞石墜落，而在第二季中提到：七顆宇宙之石若聚集便會使宇宙回復成高壓縮原子狀態。但是它們若在同一顆殞石撞擊之下來到地球，那宇宙早已被壓縮成原子狀態。但它們若不是從同一個殞石來的，那是如何造成石板都聚在同一處？

## 外部連結
- （繁體中文） 士耘出版社─《恐龍王》幼教互動書籍
- （日語） SEGA《恐龍王》官方網站

1. ↑  挖掘現場
2. ↑  安協德博士、艾莉雅
3. ↑  一台具有GPS功能、空間傳送功能以及將恐龍卡片投影出實體型態的掌上型機器
4. ↑  由未來來的
5. ↑  於第37話馬克斯等人從羅特的口中得知，總共需要集齊36張的恐龍卡片。
6. ↑  該島嶼本身是一臺名為「巴克蘭德號」的時光機器，亞法黨眾人起初也跟著安協德博士一行人一同搭乘該時光機從未來來到了馬克斯等人所處的時代中
7. ↑  尤其是索依